# Ускршња јаја
Васкршња јаја су обележје велике хришћанске светковине „Васкрса“. Јаја се боје и украшавају током Велике недеље (Страсне недеље), најчешће на Велики четвртак или Велики петак. У западним земљама бојење кокошијих јаја већ застарева и све више се користе јаја од чоколаде или се пластична јаја напуне бомбонама. Та јаја се често скривају; наводно их сакрива Васкршњи зека и деца ће их пронаћи тек на Васкршње јутро. Такође, она се стављају у корпу напуњену правом или вештачком сламом тако да наликује на птичје гнездо.

## Митови и легенде
У свим деловима света јаје је од давних времена било познато као симбол извора живота; то је одредило његову улогу у религији, култу и магији. Мит о настанку света из јајета је постојао код Феничана, Вавилонаца, Египћана, Келта и многих других народа. У кинеским предањима на пример, хаос је имао облик јајета. Када се то јаје отворило, од тешких елемената настала је Земља, а од лаких и чистих - небо. Као симбол живота, јаје је служило и као средство помоћу кога се живот стварао, чувао и одржавао и та његова улога се среће у народној традицији Срба. Тако се рецимо породиљи јаје стављало у недра и провлачило кроз одећу, јер се веровало да ће јој то олакшати порођај (једнако лако као што кокошка снесе јаје). Осим на плодност људи, јаје је утицало и на плодност усева и стоке. Да би побољшали усеве, људи су разбијали јаје о главу вола који је упрегнут са десне стране или су га закопавали у прву бразду. Да би, пак, побољшали плодност стоке или би јаје разбијали о главу последње помужене овце или га закопавали у мравињак, а потом би да давали стоци заједно са мекињама, како би се размножавала као мрави. Јаје би добијало још већу „снагу“ тиме што би било бојено у црвено, јер се веровало да је то боја која значи живот (јер је и крв црвена). Црвена боја симболизује Исусову крв.
Хришћанство је преузело симболику јајета релативно касно; бојена јаја се помињу тек у 12. веку, а у Србији још касније - у 16. Међутим, народна предања, која су бројна и међусобно различита, почетак бојења јаја везују ипак за Христово васкрснуће. По једној причи која је позната у Црној Гори, стражари који су чували Христов гроб су јели печену кокошку. Један од њих је исказао бојазан да ће Христ оживети, али му је други узвратио да ће се то десити када кокошка коју су испекли полети и снесе црвено јаје. Управо се то и десило, а Христ је раширених крила полетео ка небу. Према једном предању, бојење јаја почиње још од Христовог разапињања. Када су га водили да га разапну, окупљена светина је на њега бацала камење, али се оно претварало у обојена јаја.
Још једна легенда помиње мироносицу Марију Магдалену која је дошла код Понтија Пилата са речима „Христос Васкрсе“. Он јој је одговорио да ће се то десити када кокошка снесе црвено јаје. Она му је на то пружила управо црвено јаје.

## Историја
Антички Персијанци су бојили јаја за њихов празник који је обележавао почетак нове године, а празновао се у време пролећне равнодневнице. Овај празник постоји најмање 2.500 година. Кипови у Персепољу приказују људе који су носили обојена јаја краљу. Јевреји имају свечаност седер на почетку празника Пасхе, приликом које је послужено и тврдо кувано јаје (хе: бејцах) обично у сланој води као симбол жалости за разорење јерусалимског храма али и као симбол (немогуће јер храм уништен) жртве која се приноси у олтару јерусалимског храма.

## Бојење
Техника бојења је старија од технике шарања јаја. Сматра се светом радњом, па јој се тако и приступа. Било је одређено обредним правилима, која су одређивала не само дан, већ и доба дана, као и особу која ће бојити. Наиме, то су могле да буду само „ритуално чисте“ особе, односно старе жене или невине девојке. јаја која се користе су најчешће кокошија. Постоји веровање да боју боље примају она јаја чија је љуска тамнија, али и она које снесе црна кокошка или кокошка тамније боје перја. Понекад се пре бојења врши припрема како би се боја боље примила. То је подразумевало прање јаја у млакој или сланој води, потапање у расо или раствор стипсе или чак одређене магијске радње. Након бојења, још врућа јаја се бришу вуненом крпом натопљеном зејтином или кожицом од сланине како би добила сјај.

### Црвена јаја
Најчешћа једнобојна јаја су црвена, а у неким крајевима и једина. Међу најстаријим коришћеним сировинама за добијање црвене био је броћ и помиње се још у 16. веку. Касније, броћ је заменио варзил који је увожен из Бразилије и анилинске боје. У недостатку ових боја, коришћене су биљке из окружења или њихови делови, као што су руј и метвица или кора од шљиве или трешње. Важност црвене боје је последица њене повезаности са бојом (Христове) крви. Постоји обичај да се прво јаје боји црвено. Ово јаје се и чува до следећег Васкрса и назива се „чуваркућа“, „чувадар“, „стражар“, „крсташ“ и сл. У складу са називима, овом јајету се приписују магијске моћи и сматра се да је велико зло по укућане уколико оно пукне. У Србији је такође лоше обојено јаје значило рђав знак и веровало се да се бојење јаја могло урећи. Зато су се жене трудиле да их не виде док боје. Уколико би током те радње неко био присутан, оне би разним причама о нечем црвеном покушале да том неком одврате пажњу, али и да утичу да јаја буду црвена као то нешто што помињу у причи. Да би јаја била црвенија, понекад су поклапале шерпу црвеним поклопцем.

### Остале боје
После црвених, жута боја се најчешће користи за једнобојна јаја. Ова боја се лако добија из појединих биљних органа млечике, луковине, кукурека и коприве.
Мрка боја се могла добити или из биљака или се користила чађ размућена у води. Као сировина се користила ораховина или кора од цера.
У неким крајевима зелена је омиљена боја која се користи за фарбање јаја јер симболише природу. Најчешће сировине су биле семена коприве и корен патлиџана.
Плава боја се добијала из цвета пресличице и коре од смрдљике.
Јаја фарбана у црно су ретка и као једнобојна се срећу у породицама које су у жалости, мада то није правило. Црно се користи и у комбинацији са другим бојама. Као сировине за црну користиле су се кора од храста или ораха, на пример или чађ.

## Шарање јаја
Да би се неко јаје лепо украсило шарањем, потребно је било много стрпљења, али и вештине, па се могло поверити и женама ван куће. Такође, ова јаја нису коришћена за туцање, већ су се поклањала важним гостима.
Шарање јаја се може извести на више начина. Техника када се за то употребљава восак, назива се батик техника. Суштина је да се на појединим деловима накапље восак, па се након бојења восак скине; делови који су били прекривени остаће необојени. За наношење воска користи се и тзв. шараљка.
За шарање се може користити и лишће. Наиме, оно се уљем или беланцетом причврсти за јаје, које се стави у танку чарапу, а потом боји, односно кува са жељеном бојом. Након кувања, чарапа и лишће се скину и на месту где је било лишће остаће необојена места налик на орнамент. Због тога је важно да облик листа буде што декоративнији; популарно је лишће детелине, руже, пелина, навале, како због облика, тако и због њихове симболике.
Обрнут поступак би био скидање боје са већ офарбаног јајета и у ту сврху се обично користи неки оштар предмет попут ножа или бритве или сумпорна, азотна или сона киселина. Могуће је и наносити боју преко боје, где је посебно занимљиво добијање тзв. мраморних јаја, која се умачу у различите боје, те се ове саме разливају. На тај начин се постиже ефекат да јаје изгледа као мермер.
У северним крајевима Србије, вероватно под утицајем западних народа, развиле су се технике украшавања јаја разним пантљикама, жицама или вуницама, који се лепе или нашивају на најчешће необојена јаја. Оваква јаја се праве као украс за кућу преко целе године. Веома ретка јаја су она која су украшавали ковачи. У духу свог заната, на испражњено бело јаје укуцавали би потковице, чекиће и друге алате.
Орнаменти који се користе за украшавање јаја у Србији су пре свега цветови, али и лишће и плодови. Посебна пажња се посвећивала управо биљкама које се користе у исхрани, попут пшенице коју је, према народним предањима и Бог благословио. Сматра се да ова биљка тера демоне. Након цветних мотива, најзаступљеније су геометријске шаре. Оне могу бити различите, али је посебно занимљива тзв. свастика (кукасти крст). На јајима овај симбол има значење заштите. Тзв. зооморфни мотиви, дакле са животињама су у Србији мање заступљени, али јесу у западним земљама. Јављају се зец, кокошка, пиле, голуб, паун, али и рибице и лептир. Антропоморфни мотиви су ретки и стари. Честе су сцене из живота (орање њиве на пример) или су цртане невесте, којима су јаја и била намењена. На јајима су се цртале и девојке и младићи са написаним љубавним порукама. Поруке су иначе чест мотив на јајима и осим љубавних, честе су и празничне које славе Васкрс, али су забележене и врло оригиналне и актуелне.
Васкршња јаја се често украшавају хришћанским мотивима; на јајима се може наћи Христов лик, распеће, васкрснуће, манастири и цркве. Ипак, у целом свету је најраспрострањенији мотив крста. У Србији, овај мотив је готово обавезан на првом јајету, односно „чуваркући“.

## Обичаји
У Србији многи обичаји су били у вези са првим јајетом, „чуваркућом“. У неким крајевима његово бојење је било праћено бајањем. Деци су такође тим јајетом мазали образе, како би им они били такође црвени, јер су румени образи значили здравље. На Косову ово јаје су називали „страшник“ јер се употребљавало као лек против страха. У неким крајевима су децу умивали водом у коју би ставили једно црвено јаје, шећер и цвеће вртике. То би се радило да би дете било здраво, слатко, односно благе нарави и да се око ње или њега врте момци, односно девојке. Такође би се детету то јаје стављало под јастук у току ноћи, а ујутру би то јаје носило у цркву и потом то јаје прво појело. Црвено јаје би иначе сви чланови породице увек прво јели, опет како би се заштитили од болести. Заштитна својства су имали и вода у којој су се јаја кувала, па и љуске. Због тога у неким крајевима постоји обичај да се љуске иситне и умесе са пшеничним брашном и тако залепе за горњи део кућног прага како би се отерало свако зло. Црвено јаје су користиле и девојке у разним „враџбинама“ како би се удале. При извођењу тих магијских радњи, пазиле би да их момци не виде.
Обичај код свих хришћана је даривање јаја. При томе се водило рачуна да сваки укућанин и гост добије јаје са одређеном симболиком; младићи и девојке би добијали јаје с венчићем како би пронашли животног сапутника, а девер би добијао јаје са ишараним будилником или руком са прстеном, сатом и цвећем.
У неким крајевима се спрема и обредни хлеб на који се ставе јаја. Он је намењен како деци, тако и свима који уђу у кућу да честитају празник.
Постоје и такви обичаји у Србији чија је основа веровање да јаја могу бити и лоша. Чобани зато нису јели јаја за Васкрс, јер су веровали да ће стока да оболи од „јајчанице“. Такође се пазило да деца не поједу више од три жуманцета јер се веровало да ће бити жута, односно бледа у лицу.

### Игре
Код свих европских народа постоји обичај даривања обојених јаја, као и туцање са њима. У Србији постоји веровање да је најтврђе јаје „проносак“, односно оно кога кокошка прво снесе. Дешавало се да такво јаје деца обесе изнад ватре, тако да му врх буде надоле. Тако се садржај слије при самом врху и стврдне. Такво јаје се користило за туцање. Сама игра је једноставна: удари се врх о врх, шода о шоду и победник је онај чије се јаје не разбије. Победник добија разбијено јаје као награду, а веровало се да ће он имати више среће у наредних годину дана. Било је такође и „варања“, па се пазило да неко не подметне дрвено или „наливено“ јаје. Наиме, то је значило да се јаје напуни вуном и хлебом. Деца су се играла и тако што су јаја разбијала гађајући их из даљине металним новцем или каменом или котрљајући друга јаја (слично као у игри кликерима). У Црној Гори постоји играчка која служи искључиво за играње васкршњим јајима и назива се витај. Такође позната игра је била ламкање. Смисао је био да се обарено јаје обеси и заљуља, а учесници у игри покушавају да га ухвате зубима.
Занимљиво је да се побратимство, односно посестримство везивало баш за васкршње јаје. Наиме, приликом ритуала побратимства, размењивало се и васкршње јаје.

## Фабержеова јаја
Једна од најпознатијих васкршњих јаја су свакако она које је израђивао петроградски јувелир Карл Фаберже. Пажњу тадашње царске породице у Русији је привукао већ првим радовима који су били изложени на Сверуској изложби у Москви 1882. Од тада почиње да ради за потребе двора; у периоду од 1885. до 1916. сваке године за Васкрс је на двор доносио своја уметничка дела у облику васкршњих јаја, а израђена од злата и других скупих материјала. Наручиоци његових дела били су руски цареви, отац и син; Александар Трећи и Николај Други.